# Жидких, Александр (легкоатлет)
Александр Жидких (род. 23 января 1951) — советский белорусский легкоатлет, специалист по бегу на короткие дистанции. Выступал за сборную СССР по лёгкой атлетике в 1970-х годах, победитель Всемирной Универсиады в Риме, чемпион Европы среди юниоров, многократный призёр первенств всесоюзного и республиканского значения, участник чемпионата Европы в Хельсинки. Представлял Минск и спортивное общество «Буревестник».

## Биография
Александр Жидких родился 23 января 1951 года. Занимался лёгкой атлетикой в Минске, выступал за Белорусскую ССР и добровольное спортивное общество «Буревестник».
Первого серьёзного успеха на международном уровне добился в сезоне 1970 года, когда вошёл в состав советской сборной и выступил на впервые проводившемся юниорском европейском первенстве по лёгкой атлетике в Париже, где выиграл серебряную медаль в беге на 200 метров и вместе с соотечественниками одержал победу в эстафете 4 × 100 метров.
В 1971 году на чемпионате страны в рамках V летней Спартакиады народов СССР в Москве взял бронзу в дисциплине 100 метров, получил серебро в дисциплине 200 метров, с белорусской командой стал серебряным призёром в эстафете 4 × 100 метров. Благодаря этому успешному выступлению удостоился права защищать честь страны на чемпионате Европы в Хельсинки — в беге на 200 метров на стадии полуфиналов установил личный рекорд (21,04), тогда как в финале пришёл к финишу восьмым. В эстафете 4 × 100 метров занял пятое место.
На чемпионате СССР 1973 года в Москве выиграл серебряные медали в беге на 200 метров и в эстафете 4 × 100 метров. Будучи студентом, представлял Советский Союз на Всемирной Универсиаде в Москве — на дистанции 200 метров дошёл до полуфинала, в то время как в эстафете 4 × 100 метров завоевал серебряную награду.
В 1974 году выиграл домашний старт в Минске. На чемпионате СССР в Москве стал серебряным призёром в беге на 200 метров и в эстафете 4 × 100 метров.
В 1975 году на соревнованиях в Минске победил в дисциплине 100 метров и взял бронзу в дисциплине 200 метров. На Всемирной Универсиаде в Риме остановился на стадии полуфиналов в беге на 200 метров, вместе с партнёрами по советской сборной одержал победу в эстафете 4 × 100 метров.